# Testo

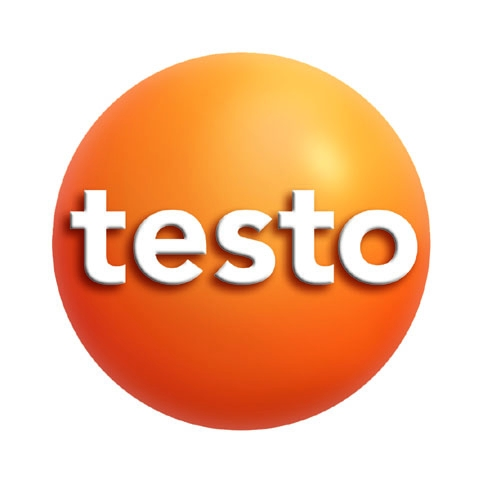
Логотип Testo

Testo AG є світовим лідером з виробництва портативної вимірювальної техніки. Компанія має 30 філій по всьому світу  у тому числі Японії, Кореї, США, Австралії, Франції, Іспанії та Китаю і понад 60 компаній партнерів. В Україні компанію представляє ексклюзивний дистриб’ютор ТОВ "Ліфот", м. Київ.

## Історія
Компанія була заснована в 1957 році як "Testoterm Fritzching GmbH & Ко" зі штаб-квартирою в м. Ленцкірх (Німеччина). Одним з перших приладів був найперший в Європі електронний медичний термометр.
1974 компанія починає продажі першого в світі цифрового термометру зі зміною показань 1 раз в секунду.
1978 виготовлення першого в цифрові тахометру.
1981  розробляє свій перший аналізатор димових газів,  Testo 3100.
1989  з'являється - компактний аналізатор димових газів вагою лише 3кг, Testo 33.
1990 результатом 10 річних дослідів, стало виробництво високоточного кварцового сенсору вологості testo.
1993 фірма стає глобальним брендом та її прилади починають розповсюджуватись  під брендом "testo". Відповідно змінюється назва на “Testo GmbH & Co.” та “Testo AG” у 1998 році.
2004 з’являється нове покоління аналізаторів димових газів - компактний прилад testo 330 з гарантією 4 роки, сенсорами Long Life та функцією самодіагностики.
2007 Testo AG відзначає 50-річний ювілей компанії. Testo виходить з новим приладом  – тепловізором testo 880. Шаленого попиту набувають компактні вимірювальні прилади серії «Pocket Line».
2012 рік Testo налічує вже понад 2400 робітників по всьому світу. Світова прем’єра нової лінійки тепловізорів testo 885 та Testo 890 з детектором 640×480 пікселів, та винятковою термочутливістю  30 мК. Постійні інвестиції у власні розробки до 17 % від товарообігу, дозволило в 2009 та 2012 роках вивести компанію Testo AG в ТОП 100 самих інноваційних компаній Німеччини. На цей час група Компаній Testo складається з акціонерного товариства Testo AG, керуючої компанії Testo Holding GmbH, 3-х підприємств Testo Industrial Services GmbH в Німеччині, Швейцарії та Іспанії, Testo Sensor GmbH в Німеччині, Matter Aerosol AG в Швейцарії, а також 25 дочірніх підприємств на всіх континентах.

## Спектр продукції
Testo AG пропонує широкий спектр компактного вимірювального обладнання для всіх галузей промисловості. Прилади testo використовуються для контролю та оптимізації виробничих процесів, налагодження котельного устаткування, систем вентиляції, кондиціонування та обігріву з метою підвищення ефективності їх роботи, для моніторингу параметрів мікроклімату в приміщеннях,  викидів шкідливих речовин в атмосферу, енергоаудиту в будівництві з метою енергозбереження, для контролю умов зберігання і транспортування продукції, визначення якості продуктів харчування, а також для сертифікації виробничих процесів на відповідність ISO, GMP, HACCP, SFR , а також багато іншого...

## Організаційна структура
Керівництво компанії: генеральний директор Burkart Knospe, керівник досліджень, розробок та закупівель  JORK Hebenstreit і директор з продажів та фінансів Martin Winkle.

## Нагороди
2007 році Testo AG удостоєна нагороди "Німеччина країна ідей".
2009 році Testo увійшла в ТОП 100 з найбільш інноваційних компаній в Німеччині.
2011 році Testo в категорії «Axia Award» нагороджена аудиторською компанією Deloitte.
2013 році Testo журналом Business Week була обрана серед 100 найкращих німецьких малих і середніх підприємств.
2013 році Testo визнана однією зі 100 найкращих середніх компаній в Німеччині, консалтинговою компанією" Munich Strategy Group" та найбільшим друкованим виданням "Die Welt".
2014 році Testo за даними "Munich Strategy Group" увійшла в 50 найбільш інноваційних середніх компаній в Німеччині.